# Мелах Юхим Левович
Юхим Левович Мелах (нар. 26 липня 1918 — пом. 16 грудня 1979) — радянський військовий льотчик часів Другої світової війни, командир ланки 47-го гвардійського окремого авіаційного полку далекої розвідки РГК, гвардії капітан. Герой Радянського Союзу (1944).

## Життєпис
Народився 26 липня 1918 року в Одесі в родині робітника. Єврей. Закінчив 8 класів школи, працював слюсарем на одеському заводі імені Січневого повстання. У 1935 році закінчив 10 класів школи й аероклуб.
До лав РСЧА призваний у 1937 році. У 1938 році закінчив Одеську військову авіаційну школу пілотів. Проходив військову службу в частинах ВПС на Далекому Сході. Учасник німецько-радянської війни з серпня 1942 року. Член ВКП(б) з 1942 року. Воював на Північно-Західному, Калінінському і 2-у Білоруському фронтах.
За роки війни на літакові Ту-2 здійснив 200 бойових вильотів на далеку розвідку глибоких тилів супротивника, фотографування важливих військових об'єктів, залізничних і аеровузлів. Війну закінчив на посаді заступника командира ескадрильї 47-го гвардійського окремого розвідувального авіаційного полку.
По закінченні війни продовжив військову службу в частинах ВПС СРСР. У 1956 році закінчив КУКС при Військово-повітряній академії, командував авіаційним полком. З 1960 року полковник Ю. Л. Мелах — у відставці.
Жив в Одесі, працював заступником начальника відділу імпортного обладнання «Союзмашімпорт» Чорноморського морського пароплавства.
Помер 16 грудня 1979 року. Похований на Таїровському цвинтарі.

## Нагороди
Указом Президії Верховної Ради СРСР від 4 лютого 1944 року за зразкове виконання бойових завдань командування на фронті боротьби з німецькими загарбниками та виявлені при цьому відвагу і героїзм, гвардії капітанові Мелаху Юхиму Левовичу присвоєне звання Героя Радянського Союзу з врученням ордена Леніна і медалі «Золота Зірка» (№ 2802).
Також був нагороджений трьома орденами Червоного Прапора (30.04.1943, 08.06.1945, …), орденами Олександра Невського (21.07.1944), Вітчизняної війни 1-го ступеня (01.02.1943), двома Червоної Зірки (…) і медалями.